# Pixodaros
Pixodaros est un satrape de Carie, membre de la dynastie des Hécatomnides, qui règne entre 340 et 334 av. J.-C. sous la suzeraineté des souverains achéménides.
Troisième fils d'Hécatomnos et frère du célèbre Mausole et d'Artémise II, il accède au pouvoir en 340 av. J.-C. en renversant sa sœur Ada avec l'aide du chef mercenaire Mentor de Rhodes. Il avait tenté vers 339 av. J.-C. de marier sa fille à Arrhidée, le deuxième fils du roi Philippe II mais son projet est contrecarré par le futur Alexandre le Grand et ses amis Harpale, Néarque, Laomédon de Mytilène et Ptolémée qui sont exilés. Fidèle allié des Perses il est chassé d'Halicarnasse en 334 av. J.-C. par Alexandre le Grand qui rétablit Ada. Pixodaros meurt probablement quelque temps plus tard.